# Эстерлен, Фридрих
Фридрих Эстерлен (нем. Friedrich Oesterlen; 1812—1877) — немецкий медик.

## Биография
Фридрих Эстерлен родился 22 марта 1812 года в Мургардте (Вюртемберге). Он был сыном доктора Христиана Эстерлена, ставшего впоследствии лейб-медиком князей Гогенлоэ-Эрингенских.
Первоначальное образование Ф. Эстерлен получил в гимназии, где с особенным прилежанием занялся изучением ботаники и физики; медицинские науки изучал в Тюбингенском университете. Блестяще окончив университет в 1833 году и получив награду за сочинение на тему «Einheit oder Mehrheit der venerischen Contagien», Эстерлен посетил Вюрцбург, Вену и Париж для практического изучения медицины.
Получив место младшего окружного врача в своем родном городе Мургарде, Эстерлен в 1833 году женился на дочери сельского священника. Весь свой досуг он посвящал научным работам и исследованиям, которые обратили внимание ученых на молодого сельского врача. Из них наиболее известны следующие работы: «Versuche über den Uebergang des regulinischen Quecksilbers in die Blutmasse»; «Ueber den Magen des Krebses» и «Versuche über die Inhibition thierischer Gebilde». В январе 1841 года Эстерлен взял продолжительный отпуск и отправился к Гейле в Цюрих для изучения у Ренсе микроскопической техники, а в январе 1843 году, защитив диссертацию, он занял кафедру приват-доцента в Тюбингенском университете и с большим успехом читал лекции по фармакологии и всеобщей патологии. В это же время он издал основательное и строго научное сочинение «Handbuch der Heilmittellehre». Это руководство заставило в свое время много говорить о себе и, благодаря своей строгой научной обработке, стало настольной книгой даже для тех, которые утверждали, что Эстерлен слишком уже далеко зашел в своей критике и скептицизме.
В 1846 году Эстерлен поступил ординарным профессором в Императорский Дерптский университет. Здесь он читал сначала фармакологию, историю медицины и медицинскую литературу, а во втором семестре взял на себя ведение клиники. С 1847 по 1848 год он был директором медицинской клиники, которая в его правление пользовалась большой популярностью. Благодаря своему необыкновенному дару преподавания, гуманности и серьезным стремлениям, Эстерлен быстро приобрел любовь товарищей и учеников, но переутомление, болезнь жены, отказ в отпуске (1848) принудили его покинуть Россию и вернуться в июне 1848 года в Штутгарт. Этим шагом Фридрих Эстерлен прервал свою академическую деятельность, начатую при таких благоприятных обстоятельствах, так как его надежда устроиться при каком-либо немецком университете не оправдалась. Пробыв в Штутгарте год и посвятив его практическому изучению химии у Фелинга, Эстерлен отправился в Гейдельбергский университет, где в качестве приват-доцента читал некоторое время лекции при университете по фармакологии и гигиене; в 1850 году он выпустил свой труд «Handbuch der Hygiene». Сочинение это являлось подражанием английским и французским сочинениям на тему об общественной и частной гигиене. В Германии вопрос этот затрагивался впервые, и потому Ф. Эстерлен рассчитывал, что книга его вызовет большой общественный интерес и откроет ему доступ к экстраординарной профессорской кафедре в Гейдельберге. Несмотря на то что руководство выдержало пять изданий, надежды Фридриха Эстерлена на получение кафедры не оправдались, и он вынужден был оставить профессорскую деятельность, к которой имел такое большое призвание.
В 1856 году Фридрих Эстерлен посетил Англию и Бельгию; с научными целями, приобретенными им во время этого путешествия, он пополнил последующие издания своего руководства по гигиене. В 1858 году Эстерлен переселился в Цюрих, где стал издавать первое немецкое периодическое издание по гигиене и медицинской статистике «Zeitschrift für Hygiene und medicinische Statistik». В 1865 году появился в печати его двадцатилетний труд «Handbuch der medicinischen Statistik», прекрасное пособие для позднейших работ на эту тему. В 1870 году Эстерлен вернулся в Германию. В сентябре 1877 года скончалась его любимая жена, а полгода спустя, 19 марта, скончался и сам Фридрих Эстерлен от кровоизлияния в мозг.
Кроме перечисленных сочинений, перу Ф. Эстерлена принадлежат следующие научные труды: «Historisch-kritische Darstellung des Streites über die Einheit oder Mehrheit der venerischen Contagien», 1836 год; «Beiträge der Physiologie des gesunden und kranken Organismus», 1843 год; «Medizinische Logik», 1852 год; «Der Mensch und seine physische Erhaltung. Hygienische Briefe für weitere Leserfkreise», 1859 год, и «Die Seichen, ihre Ursachen, Gesetze und Bekämpfung», 1873 год.